# 法拉利 (电影)
《法拉利》（英語：Ferrari）是2023年上映的美国传记運動驚悚片，改编自意大利汽车制造商法拉利汽車创办人恩佐·法拉利的传记《恩佐·法拉利：人与机器》（Enzo Ferrari: The Man and the Machine），由麥可·曼恩执导，特洛伊·肯尼迪·马丁编剧，亞當·崔佛、佩内洛普·克鲁兹、莎蓮·活莉、莎拉·蓋登、加布里埃尔·莱昂内、傑克·奧康奈爾与帕特里克·丹普西主演。
电影入选第80屆威尼斯影展主竞赛单元，争夺金獅獎，2023年8月31日全球首映，2023年12月25日由Neon在美国发行。

## 演员
- 亞當·崔佛 饰 恩佐·法拉利
- 佩内洛普·克鲁兹 饰 劳拉·法拉利（Laura Ferrari）
- 莎蓮·活莉 饰 丽娜·拉尔迪（Lina Lardi）
- 加布里埃尔·莱昂内（英语：Gabriel Leone） 饰 阿方索·德波塔戈
- 莎拉·蓋登 饰 琳达·克里斯蒂安
- 傑克·奧康奈爾 饰 彼得·柯林斯
- 帕特里克·丹普西 饰 皮耶罗·塔鲁菲
- 米凯莱·萨沃亚（Michele Savoia）饰 卡罗·基帝（英语：Carlo Chiti）
- 埃里克·豪根（Erik Haugen）饰 埃德蒙·纳尔逊（Edmund Nelson）
- 安德烈·多伦特（Andrea Dolente）饰 吉诺·兰卡蒂（Gino Rancati）
- 朱塞佩·博尼法蒂（Giuseppe Bonifati）饰 贾科莫·库吉（Giacomo Cuoghi）
- 达妮埃拉·皮佩尔诺（Daniela Piperno）饰 阿达尔吉萨·法拉利（Adalgisa Ferrari）

## 制作
2000年前后，导演麥可·曼恩就开始谋划一部介绍法拉利生平的电影，与薛尼·波勒共同讨论了这个项目。2015年8月，克里斯汀·貝爾就饰演主角法拉利的事宜进行谈判。同年10月，派拉蒙影業买下电影全球发行权，并计划于2016年夏在意大利启动拍摄工作。2016年1月，由于担心无法在电影开拍前满足体重要求，贝尔宣布退出。2017年4月，搁置了一年多的项目再度传出消息，休·傑克曼就扮演法拉利参与谈判，劳米·拉佩斯将扮演他的妻子；彼时派拉蒙已经退出项目。项目之后再次陷入沉寂，直至2020年6月，胜图娱乐接下电影的全球发行权，拉佩斯宣布退出，曼恩还在与杰克曼进行谈判。消息指拍摄工作定于2021年4月展开。
2022年2月，杰克曼宣布离开剧组，由亞當·崔佛接替其扮演法拉利，佩内洛普·克鲁兹与莎蓮·活莉也加入剧组。与此同时，胜图娱乐也拿下电影在北美地区的发行权，档期待定。同年7月，莎拉·蓋登、加布里埃尔·莱昂内、傑克·奧康奈爾、帕特里克·丹普西陆续加盟剧组。
2022年8月17日，电影主体拍摄工作在意大利展开，10月初移师布雷西亚继续拍摄，月底杀青。

## 发行
电影于2023年8月31日在第80屆威尼斯影展全球首映，同时入选争夺金狮奖的主竞赛单元。经过一场竞标大战，原先由胜图娱乐取得的北美发行权改由Neon夺得，Neon定于2023年12月25日圣诞节在美国发行电影，而胜图娱乐保留在英国以外地区的海外发行权。

## 反响

### 专业评价
爛番茄打出75%的新鲜度（32条评论），平均得分6.4/10。Metacritic给出74/100的平均分（17条评论），表示“普遍好评”。

### 奖项
| 年份 | 大奖             | 奖项   | 获得者    | 结果 | 参考资料 |
| ---- | ---------------- | ------ | --------- | ---- | -------- |
| 2023 | 第80屆威尼斯影展 | 金獅獎 | 麥可·曼恩 | 提名 | [ 24 ]   |